# MTV Unplugged +3
Albums de Mariah Carey
The First Vision
(1991) Here Is Mariah Carey
(1990)
MTV Unplugged +3 est la seconde vidéo de l'artiste américaine Mariah Carey, sortie le 26 juin 1992 aux États-Unis sous le label Columbia Records. Après le succès de ses deux précédents albums et des critiques sur le fait qu'elle ne fait pas de tournée et peu d'apparitions télévisuelles, SONY BMG organise un concert aux  Kaufman Astoria Studios à New York le 16 mars 1992. Intitulé MTV Unplugged, il doit aider Carey à vendre Emotions (1991). Cependant, après son succès, il sort en EP avec une vidéo intitulée MTV Unplugged +3.
En vue de prouver que la voix de Carey n'est pas mixée par des synthétiseurs, le concert reçoit un bon accueil critique. Ils saluent l'habileté vocale de la chanteuse et trouvent que l'EP et la vidéo l'aident à montrer son talent. MTV Unplugged +3 est numéro un du hit-parade des vidéos de Billboard et certifiée disque de platine par la Recording Industry Association of America (RIAA) pour la vente de 100 000 exemplaires.

## Genèse
Après la sortie du second album studio de Carey, Emotions, les critiques commencent à se demander pourquoi Carey n'embarque pas dans une tournée car elle n'a pas fait de tournée depuis son premier album. Même si Carey a fait plusieurs apparitions télévisées, sur des émissions, les critiques commencent à dire que Carey est une artiste studio et qu'elle n'est pas capable de répliquer les mêmes qualités vocales en direct, et spécialement sa voix de sifflet. Durant plusieurs interviews télévisées, Carey répond à ses critiques et dit qu'elle ne fait pas de tournée à cause des longs voyages et de la distance, ainsi que la fragilité de sa voix qui ne pourrait pas chanter toutes ses chansons. Cependant, dans l'espoir de faire taire ces critiques et leur donner tort, Carey et Walter Afanasieff décident d'apparaître sur MTV Unplugged, un programme télévisé de MTV. L'objectif de l'émission est de présenter des artistes démunis de tout équipement de studio. Pendant le concert, ils sont accompagnés de plusieurs musiciens et chœurs, et font un concert acoustique. Les questions auxquelles Carey fait face sont sur le contenu du concert ; elle ne sait quel matériel sera disponible pour ce concert. Alors que Carey chante des chansons plutôt soul, la plupart de ses chansons sont incluses dans la programmation. Quelques jours avant l'émission, Carey et Afanasieff aajoutent la reprise d'une ancienne chanson, pour donner quelque chose de différent et d'inattendu. Ils choisissent I'll Be There, une chanson des Jackson Five, et répète avant le jour du concert.

## Synopsis
Le concert de Carey est enregistré le 16 mars 1992 aux Kaufman Astoria Studios à New York. Plusieurs musiciens et de chœurs sont présents pour le tournage réalisé par Larry Jordan qui a déjà travaillé avec Carey pour le clip de Someday. Dana Jon Chapelle est le mixeur et a déjà travaillé avec Carey sur ses deux premiers albums. Le concert débute avec la chanson Emotions, Carey est vêtue d'une veste noir, d'un pantalon et de bottes. Avant l'introduction de la chanson, Carey ouvre le concert avec un passage a capella et gospel impromptu puis la musique du refrain de David Cole commence. Après la chanson, Carey introduit les autres personnes pour une interlude de cordes avec Belinda Whitney Barnett, Cecilia Hobbs-Gardner, Wince Garvey et Laura Corcos tandis que San Shea joue du clavecin et de l'harmonium. Le rythme du concert est dirigé par Gigi Conway qui s'occupe de la batterie, Randy Jackson à la basse, Vernon Black à la guitare, Sammy Figueroa et Ren Klyce aux percussions. De plus, Carey est accompagnée de dix chœurs, de Trey Lorenz et Patrick McMillan. La chanson suivante est If It's Over, une collaboration avec Carole King. Walter Afanasieff remplace Cole au piano tandis que cinq musiciens montent sur scène. Il y a Lew Delgado, au saxophone bariton, Lenny Pickett au saxophone ténor, George Young au saxophone alto, Earl Gardner à la trompette et Steve Turre au trombone. Ils étaient présents lors de l'apparition de Carey au Saturday Night Live quelques mois auparavant. Lors Carey commence cette chanson, elle dit : « Cette chanson, je l'ai écrite avec l'une de mes idoles, Carole King » avant de commencer à chanter. Pour Someday, Cole retourne sur scène et remplace Afanasieff au piano. Dans cette chanson, Carey place son index au-dessus de son oreille, notamment lorsqu'elle utilise la voix de sifflet. Elle explique plus tard au public que cela l'aide à mieux s'entendre, et pour pouvoir exécuter correctement sa plus haute note. Encore une fois, lorsque Carey commence Vision of Love, Afanasieff et Cole permutent. La prestation diffère largement de la version studio car il y a moins de voix a capella et n'a pas énormément d'instruments. Avant de commencer la cinquième chanson de sa programmation, Make It Happen, Cole joue de l'orgue tandis qu'Afanasieff joue de la basse. Après l'introduction, les chœurs commencent à « empiler leurs voix », selon Chris Nickson, et permet à la chanson d'avoir un « sentiment plus religieux ». Il trouve que cette version est supérieure à celle du studio grâce à son interprétation :

« La rudesse de cette version dépasse la version studio de Emotions comme elle ne pourra jamais la rattraper. Dans l'atmosphère stérile d'un studio, où la perfection, la technologie, et les overdubs sont les règles, la spontanéité n'a aucune place. Sur scène, c'est évalué, et cette prestation l'a. Chacun pousse chacun encore plus pour donner quelque chose de merveilleux, et au vu de l'accueil, le public réalise qui est Mariah quand la chanson est finie. »

Après avoir terminé Make It Happen, Carey présente la dernière chanson de sa programmation, I'll Be There. Carey prend la place de Michael Jackson et Trey Lorenz chante l'autre partie, chantée par Jermaine Jackson. Après avoir chanté dans un arrangement plutôt simple, les chœurs commencent à fredonner l'air de Can't Let Go, l'autre « chanson finale » du concert. Quelques jours après le concert, Carey est interviewée par Melinda Newman de Billboard et lui raconte l'expérience qu'elle a vécue lors du concert et sa perspective sur l'univers créatif. Elle dit : « Unplugged m'a appris un tas de choses sur moi car j'ai tendance à critiquer tout ce que je fais et chercher un peu trop la perfection car je suis perfectionniste. Je critiquerai toujours la première fois, et maintenant je suis arrivée au point où j'ai compris que la première fois est toujours la meilleure ».

## Sortie
Au début, MTV prévoit de diffuser l'émission plusieurs fois en avril 1992, iol était normal que MTV Unplugged soit diffusé six fois durant un mois avant d'être archivé. La version de Carey rencontre un succès critique et lui permet d'augmenter sa popularité ; elle est plus exposée que d'habitude. Aux États-Unis, les fans demandent que l'émission soit diffusée sur la télévision et à la fin du mois d'avril, l'émission de Carey a été diffusée trois fois plus qu'un épisode ne devrait l'être. Le succès du concert pousse Sony à sortir un album. Cependant, Carey et Afanasieff sont déjà en train de faire un nouvel album qui pourrait sortir en 1993. Sony décide donc de sortir un EP, qui se vend à un faible prix dû à sa courte programmation. Après le succès du premier single, I'll Be There, choisit de ne pas sortir qu'un EP, mais aussi une cassette VHS ; une vidéo du concert intitulée MTV Unplugged +3. À part montrer les sept prestations du concert au Kaufman Aresta Studios, il présente les trois clips de Make It Happen, Can't Let Go et Emotions ainsi qu'une vidéo remix de Emotions.

## Accueil

### Critique
MTV Unplugged +3 reçoit généralement de bonnes critiques. Shawn M. Haney d'AllMusic donne trois étoiles sur cinq, loue la voix de Carey et la reprise de I'll Be There. Haney écrit : « Progressivement, le pouvoir et l'estime de ces contes montent vers de nouvelles hauteurs et restent à couper le souffle, au moment de faire I'll Be There, une jolie chanson déjà chantée par les Jackson 5 ». Sabrina Miller de St. Petersburg Times qualifie Carey d'« artiste » et écrite : « Des programmes comme MTV Unplugged montrent des talents comme elle ». Jon Pareles de The New York Times marque la « perspicacité » de la performance et déclare que la reprise de I'll Be There « démarre avec des feux d'artifice ». Un journaliste d'Entertainment Weekly qualifie le concert de « Tour de force vocal » et écrite : « En plus de ses tuyaux à couper le souffle, elle a développé une présence dominante sur scène ». Il trouve que la reprise de Carey sur I'll Be There est « mortelle » et conclut sa critique : « Dans ce sens, cette rare apparition à un public nous rappelle qu'il y avait une grande chanteuse dans ce concert ».

### Commercial
La vidéo atteint la première place du classement de Billboard sur les vidéos et est certifiée platine par la Recording Industry Association of America (RIAA) pour la vente de 100 000 exemplaires dans le pays.

## Liste des titres
| 1.    | Emotions                         | Mariah Carey, David Cole, Robert Clivillés     | Mariah Carey, David Cole, Robert Clivillés | 4:46 |
| 2.    | If It's Over                     | Mariah Carey, Carole King                      | Mariah Carey, Carole King                  | 3:47 |
| 3.    | Someday                          | Mariah Carey, Ben Margulies                    | Mariah Carey, Ben Margulies                | 3:56 |
| 4.    | Vision of Love                   | Mariah Carey, Ben Margulies                    | Mariah Carey                               | 3:36 |
| 5.    | Make It Happen                   | Mariah Carey, David Cole                       | Mariah Carey, Robert Clivillés             | 4:16 |
| 6.    | I'll Be There (avec Trey Lorenz) | Berry Gordy, Bob West, Hal Davis, Willie Hutch | Mariah Carey, Walter Afanasieff            | 4:42 |
| 7.    | Can't Let Go                     | Mariah Carey, Walter Afanasieff                | Mariah Carey, Walter Afanasieff            | 4:35 |
| 8.    | Make It Happen (Video)           | Mariah Carey, David Cole, Robert Clivillés     |                                            | 5:27 |
| 9.    | Can't Let Go (Video)             | Mariah Carey, Walter Afanasieff                |                                            | 3:49 |
| 10.   | Emotions (12" club video edit)   | Mariah Carey, David Cole, Robert Clivillés     |                                            | 4:58 |
| 50:00 |                                  |                                                |                                            |      |

## Crédits
Crédits issus de la vidéo MTV Unplugged + 3
- Mariah Carey – arrangement, compositrice, productrice, chant
- Walter Afanasieff – arrangement, compositeur, piano, producteur
- Vernon "Ice" Black – guitare
- Henry Casper – chœurs
- Robert Clivillés – compositeur
- David Cole – compositeur, piano
- Laura Corcos – cordes
- Melodie Daniels – chœurs
- Hal Davis – compositeur
- Lew Del Gatto – saxophone baryton
- Darryl Douglass Workshop Company – chœurs
- Sammy Figueroa – percussions
- Earl Gardner – trompette
- Winterton Garvey – cordes
- Greg "Gigi" Gonaway – batteries
- Berry Gordy, Jr. – compositeur
- Peggy Harley – chœurs
- David Hewitt – ingénieur
- Cecilia Hobbs – cordes
- Willie Hutch – compositeur
- Randy Jackson – basse
- Carole King – compositrice
- Ren Klyce – cloches, célesta, timbales
- Trey Lorenz – chant
- Ben Margulies – compositeur
- Patrick McMillian – chant
- Geno Morris – chant
- Peter Moshay – coordination
- Lenny Pickett – saxophone ténor
- Cheree Price – chœurs
- Kelly Price – chœurs
- Dan Shea – harmonium, clavecin
- Liz Stewart – chœurs
- Steve Turre – trombone
- Spencer Washington – chœurs
- Bob West – compositeur
- Belinda Whitney-Barratt – cordes
- George Young – saxophone alto

## Classements et certifications
| Pays       | Position | Certification |
| ---------- | -------- | ------------- |
| États-Unis | 1        | Platine       |

## Compléments